# Sarcophaga villa
Sarcophaga villa är en tvåvingeart som beskrevs av Charles Howard Curran 1934. Sarcophaga villa ingår i släktet Sarcophaga och familjen köttflugor. Inga underarter finns listade i Catalogue of Life.